# HMS Barham (1914)
HMS Barham (Его Величества Корабль «Бархэм») — британский линкор типа «Куин Элизабет». Потоплен 25 ноября 1941 года в Средиземном море немецкой подводной лодкой U-331.

## История службы
В Первую мировую войну принимал участие в Ютландском сражении (флагман 5-й эскадры линейных кораблей, контр-адмирал Эван-Томас), получил 6 попаданий, 28 человек было убито и 37 ранено.
Во Вторую мировую войну участвовал в бою у мыса Матапан.

### Гибель

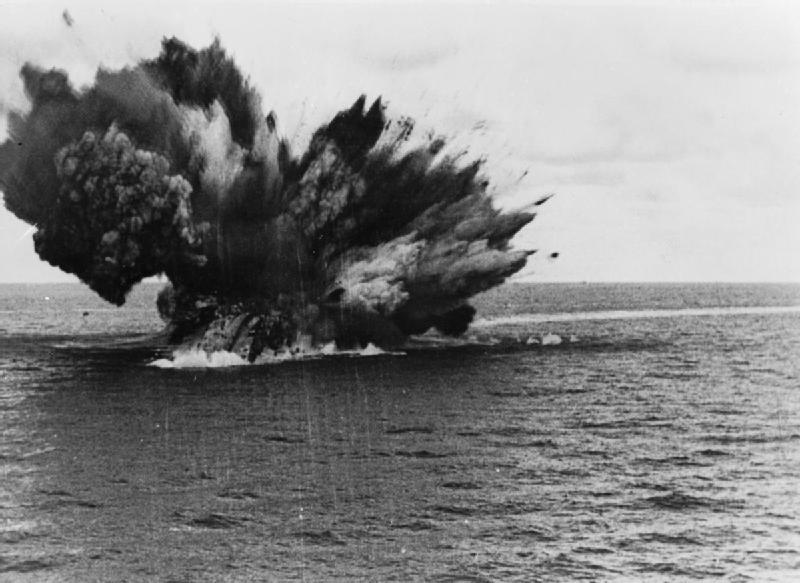
Взрыв линкора

25 ноября 1941, находясь в Средиземном море недалеко от границы Египта и Ливии, линкор был атакован немецкой подводной лодкой U-331 (командир лейтенант Тизенгаузен).
Лодка проникла сквозь охранение эсминцев и с дистанции 370 метров выпустила четыре торпеды, три из которых попали в цель. Линкор потерял ход и начал погружаться в воду левым бортом. Через несколько минут, когда над водой оставался только правый борт, мощный взрыв разнёс корабль на куски, погибли 862 человека. Причиной взрыва, очевидно, было либо возгорание в артиллерийском погребе, либо попадание морской воды в паровой котёл через трубу и взрыв котла. Погружение и взрыв «Бархэма» снял кинооператор с борта линкора «Вэлиент», однотипного с «Бархэмом». 
«Бархэм» — единственный британский линкор, потопленный подводной лодкой в открытом море.